# Комерс (Џорџија)
Комерс (Џорџија) (енгл. Commerce) град је у америчкој савезној држави Џорџија. По попису становништва из 2010. у њему је живело 6.544 становника.

## Демографија
Према попису становништва из 2010. у граду је живело 6.544 становника, што је 1.252 (23,7%) становника више него 2000. године.
| Група             | 2000.         | 2010.         |
| Белци             | 4.356 (82,3%) | 4.977 (76,1%) |
| Афроамериканци    | 780 (14,7%)   | 881 (13,5%)   |
| Азијати           | 26 (0,5%)     | 71 (1,1%)     |
| Хиспаноамериканци | 82 (1,5%)     | 503 (7,7%)    |
| Укупно            | 5.292         | 6.544         |